# Poecilopsyche vidura
Poecilopsyche vidura är en nattsländeart som beskrevs av Schmid 1968. Poecilopsyche vidura ingår i släktet Poecilopsyche och familjen långhornssländor. Inga underarter finns listade i Catalogue of Life.